# Benthalbella
Benthalbella är ett släkte av fiskar. Benthalbella ingår i familjen Scopelarchidae.
Kladogram enligt Catalogue of Life:
| Benthalbella | \| \| Benthalbella dentata \| \| \| \| \| \| Benthalbella elongata \| \| \| \| \| \| Benthalbella infans \| \| \| \| \| \| Benthalbella linguidens \| \| \| \| \| \| Benthalbella macropinna \| \| \| \| |
|              | \| \| Benthalbella dentata \| \| \| \| \| \| Benthalbella elongata \| \| \| \| \| \| Benthalbella infans \| \| \| \| \| \| Benthalbella linguidens \| \| \| \| \| \| Benthalbella macropinna \| \| \| \| |
|              | Rosenblattichthys |
|              | |
|              | Scopelarchoides |
|              | |
|              | Scopelarchus |
|              | |
|              | Benthalbella dentata |
|              | |
|              | Benthalbella elongata |
|              | |
|              | Benthalbella infans |
|              | |
|              | Benthalbella linguidens |
|              | |
|              | Benthalbella macropinna |
|              | |

|  | Benthalbella dentata    |
|  |                         |
|  | Benthalbella elongata   |
|  |                         |
|  | Benthalbella infans     |
|  |                         |
|  | Benthalbella linguidens |
|  |                         |
|  | Benthalbella macropinna |
|  |                         |

## Bildgalleri

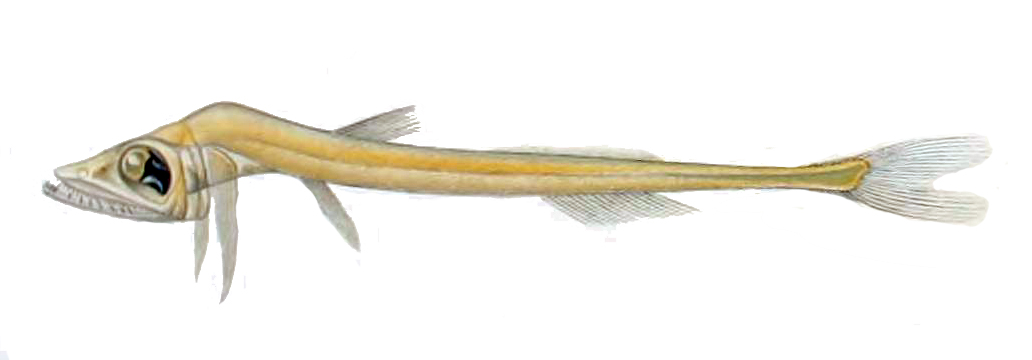